# Bällsjösjön
Bällsjösjön är en sjö i Nybro kommun i Småland och ingår i Hagbyåns huvudavrinningsområde. Sjön har en area på 0,147 kvadratkilometer och ligger 101,1 meter över havet.

## Delavrinningsområde
Bällsjösjön ingår i det delavrinningsområde (627986-150478) som SMHI kallar för Ovan Jansabäcken. Medelhöjden är 100 meter över havet och ytan är 27,08 kvadratkilometer. Räknas de 10 avrinningsområdena uppströms in blir den ackumulerade arean 199,18 kvadratkilometer. Avrinningsområdets utflöde Hagbyån (Örsjöån) mynnar i havet. Avrinningsområdet består mestadels av skog (69 procent), öppen mark (11 procent) och jordbruk (15 procent). Avrinningsområdet har 1,09 kvadratkilometer vattenytor vilket ger det en sjöprocent på 4 procent.